# マントファスマ
マントファスマまたはカカトアルキ（英語: heel-walker）は、マントファスマ目またはカカトアルキ目、踵行目（Mantophasmatodea）に属する昆虫の総称。
2001年に、ドイツのOliver Zomproらは、琥珀の中から発見した化石個体を調べて、最初のマントファスマ類の昆虫を新種として発表した。その後、同じ特徴を持つ昆虫が、20世紀初頭に生きている状態で採集され、既にフンボルト博物館に未同定ナナフシ類の標本として保存されていることがわかった。それらの昆虫の特徴は、従来のどのグループとも異なっていたことから、マントファスマ目 (Mantophasmatodea  Klass, Zompro, Kristensen and Adis, 2002) が、昆虫綱に属する31番目の目（もく）として、2002年に新たに記載された。
ガロアムシ目（非翅目）と近縁である。それぞれをガロアムシ亜目 (Grylloblattodea) ・カカトアルキ亜目とし、あわせて非翅目 (Notoptera) とすることがある。

## 主な特徴
- 不完全変態をする昆虫で、体長は 2 cm ほど。肉食の昆虫である。
- 翅は退化し、形態はカマキリやナナフシに似ている。このことから、mantid（カマキリ）と phasmatid（ナナフシ）を組み合わせて、学名がマントファスマと名付けられた。
- つま先（跗節の先端部）を上げて踵（かかと、符節の基部）で歩く様に見える。このことから、カカトアルキという和名が付けられた。
- 腹部で止まっている木の幹を小刻みに叩くことにより、求愛や同種の別個体に対する威嚇をする。

## 知られている種
2005年現在までに知られている属は3科8属に所属不明の現生2属・化石2属の計12属がある。
- Mantophasmatidae カカトアルキ科
  - Mantophasma - ナミビアカカトアルキ M. zephyra
  - Sclerophasma - パレシスバーグカカトアルキ S. paresisensis
- Tanzaniophasmatidae タンザニアカカトアルキ科
  - Tanzaniophasma - タンザニアカカトアルキ T. subsolana
- Austrophasmatidae ミナミカカトアルキ科
  - Austrophasma - カーレドンカカトアルキ A. caledonensis、ガンズベイカカトアルキ A. gansbaaiensis、ローゾンビカカトアルキ A. rawsonvillensis
  - Lobophasma -  レッデリングィスカカトアルキ L. redelinghuysensis
  - Hemilobophasma - モンタギューカカトアルキ H. montaguensis
  - Karoophasma - ビドーカカトアルキ K. biedouwensis、ボッタクルーフカカトアルキ K. botterkloofensis
  - Namaquaphasma - オオキップカカトアルキ N. ookiepensis
- 所属不明
  - Adicophasma† - A. spinosa†
  - Praedatophasma - トゲカカトアルキ P. maraisi
  - Raptophasma† - ムカシカカトアルキ R. kerneggeri†
  - Tyrannophasma - グラディエーターカカトアルキ T. gladiator

### 現生種
熱帯アフリカ（タンザニア、ナミビア）に分布する。
- Mantophasma subsolana  Klass, Zompro, Kristensen, and Adis, 2002
タンザニアに生息し、体は赤い小さな斑点で覆われている。
- Mantophasma zephyra  Klass, Zompro, Kristensen, and Adis, 2002
ナミビアに生息し、体には赤い斑点はない。
- Praedatophasma maraisi  Zompro and Adis, 2002
南ナミビアに生息。Mantophasma 属より大きな眼をもち、頭部が丸形なのが特徴である。

### 化石種
始新世のバルチック・アンバー（約4,500万年前の琥珀）から発見された。
- Rhaptophasma kerneggeri  Zompro, 2001